# لوبين III : ديد أور لايف
لوبين III: ديد أور لايف أي لوبين 3: موت أو الحياة (باليابانية:ルパン三世 DEAD OR ALIVE) (بالإنجليزية:Lupin III: Dead or Alive) ، هي الجزء الثالث من الفيلم الأنمي الياباني الشهير لوبين، عرضت في اليابان بتاريخ 20 أبريل 1996 ، واللغة الأصلية اليابانية، وتم دبلجتها إلى اللغات الأوروبية، فإن مدة هذا الفيلم فقط 97 دقيقة.

## القصة
تبدأ القصة حول قيام رجل يدعى جيغن وهو يفرج عن 3 سجناء في السجن العسكري الكبير، ونجح في إفلاتها، ويصل جيغن إلى قصر العدو أمير زوفو الافتراضية.

## وصلات خارجية
- Lupin III: Dead or Alive at Lupin III Encyclopedia
- Lupin III: Dead or Alive  في شبكة أخبار الأنمي
- لوبين III : ديد أور لايف على موقع IMDb (الإنجليزية)
- لوبين III : ديد أور لايف على موقع نتفليكس (الإنجليزية)
- لوبين III : ديد أور لايف على موقع فيلمافينيتي (الإسبانية)
- لوبين III : ديد أور لايف على موقع قاعدة بيانات الفيلم (الإنجليزية)
- لوبين III : ديد أور لايف على موقع ليتربوكسد (الإنجليزية)
- لوبين III : ديد أور لايف على موقع كينوبويسك (الروسية)
- لوبين III : ديد أور لايف على موقع ANN anime (الإنجليزية)